# Wapen van Liesveld

Het wapen van de voormalige gemeente Liesveld

Het wapen van Liesveld werd op 2 september 1986 aan de nieuw ontstane Zuid-Hollandse gemeente Liesveld toegekend. In 2013 is de gemeente opgegaan in de gemeente Molenwaard, een deel van het wapen is opgenomen in het wapen van Molenwaard. Sinds 1 januari 2019 is ook Molenwaard opgegaan in een nieuwe gemeenten, Molenlanden. Delen van het wapen van Liesveld zijn in het wapen van Molenlanden overgenomen.

## Blazoenering
De blazoenering van het wapen van Liesveld luidde als volgt:
In zilver 2 bundels lisdodden van sinopel met aren van sabel, komende uit een dwarsbalk van sabel; in een hartschild van goud een burcht van keel, verlicht van het veld, bestaande uit een geopende poort met opgetrokken valhek van sabel tussen 2 torens, gedekt met daken, waarop 4 naar links wijzende windwijzers Het schild gedekt met een gouden kroon van 5 bladeren.
Het schild is zilver van kleur met daarop een zwarte dwarsbalk. Uit deze dwarsbalk komen twee groene bundels lisdodde, de aren van de lisdodde zijn eveneens zwart. Op de dwarsbalk een gouden hartschild met daarop een rode burcht. De burcht heeft twee torens met daartussen een poortgebouw. Op de punten van het poortgebouw en op de daken van de torens elk een vlag die naar links (voor de kijker rechts) wijst. Op het schild zelf staat een gouden kroon bestaande uit vijf bladeren met daartussen in totaal drie parels.
Ogenschijnlijk is het wapen een raadselwapen, maar omdat de bundels lisdodde niet in de dwarsbalk staan is er hier geen spraken van kleur op kleur. Het metalen hartschild wordt gezien als een apart vak binnen het schild en daarom mag dit ook van metaal zijn, waardoor er hier metaal op metaal voor mag komen.

## Verwante wapens
In 2013 is de gemeente Liesveld gefuseerd met Graafstroom en Nieuw Lekkerland, maar de gemeente Liesveld was zelf ook het resultaat van een fusie, dit is ook in het wapen te zien: het wapen met dwarsbalk en de twee lisdodden is het oude wapen van de baronie Liesveld en het hartschild is een versie op het wapen van Nieuwpoort.
De volgende wapens zijn verwant aan het wapen van Liesveld:

Wapen van de gemeente Molenwaard
Wapen van Molenaarsgraaf
Wapen van Nieuwpoort, de enige stad binnen de gemeente Liesveld.
Wapen van de baronie Liesveld, vermoedelijk afkomstig van het wapen van Herper van Liesveld die twee hermelijnstaartjes boven een dwarsbalk voerde.

Ter Aar
· Aarlanderveen
· Abbenbroek
· Abtsregt
· Alkemade
· Alphen
· Ameide
· Ammerstol
· Arkel
· Asperen
· Benthuizen
· Bergambacht
· Bergschenhoek
· Berkel en Rodenrijs
· Berkenwoude
· Bernisse
· Biert
· Binnenmaas
· Bleiswijk
· Bleskensgraaf
· Bleskensgraaf en Hofwegen
· Bodegraven
· Boskoop
· Brandwijk
· Brielle
· Broek, Thuil en 't Weegje
· Charlois
· Cillaarshoek
· Cromstrijen
· De Lier
· De Mijl
· Delfshaven
· Den Bommel
· Dirksland
· Driebruggen
· Dubbeldam
· Everdingen
· Geervliet
· Giessen-Nieuwkerk
· Giessenburg
· Giessendam
· Giessenlanden
· Goedereede
· Gouderak
· Goudriaan
· Goudswaard
· Graafstroom
· 's-Gravendeel
· 's-Gravenzande
· Groot-Ammers
· Groote Lindt
· Haastrecht
· Hagestein
· Hardinxveld
· Hazerswoude
· Heenvliet
· Heer Oudelands Ambacht
· Heerjansdam
· Hei- en Boeicop
· Heinenoord
· Hekelingen
· Hekendorp
· Herkingen
· Hillegersberg
· Hellevoetsluis
· Hodenpijl
· Hoek van Holland
· Hof van Delft
· Hoogblokland
· Hoornaar
· IJsselmonde
· Jacobswoude
· Kamerik
· Katendrecht
· Kedichem
· Kethel en Spaland
· Kijfhoek
· Klaaswaal
· Kleine Lindt
· Korendijk
· Koudekerk aan den Rijn
· Kralingen
· Krimpen aan de Lek
· Lange Ruige Weide
· Langerak
· Leerbroek
· Leerdam
· Leidschendam
· Leimuiden
· Lekkerkerk
· Lexmond
· Liemeer
· Loosduinen
· Liesveld
· Maasdam
· Maasland
· Meerkerk
· Melissant
· Middelharnis
· Mijnsheerenland
· Moerkapelle
· Molenaarsgraaf
· Molenwaard
· Monster
· Moordrecht
· Naaldwijk
· Nederlek
· Niemandsvriend
· Nieuw-Beijerland
· Nieuw-Helvoet
· Nieuw-Lekkerland
· Nieuwe-Tonge
· Nieuwenhoorn
· Nieuwerkerk aan den IJssel
· Nieuwland
· Nieuwpoort
· Nieuwveen
· Noordeloos
· Noordwijkerhout
· Nootdorp
· Numansdorp
· Onwaard
· Ooltgensplaat
· Oostflakkee
· Oostvoorne
· Ottoland
· Oud-Alblas
· Oud-Beijerland
· Ouddorp
· Oude-Tonge
· Oudenhoorn
· Ouderkerk
· Ouderkerk aan den IJssel
· Oudewater
· Oudshoorn
· Overschie
· Papekop
· Pernis
· Peursum
· Piershil
· Pijnacker
· Poortugaal
· Puttershoek
· Reeuwijk
· Rhoon
· Rijnsaterwoude
· Rijnsburg
· Rijnwoude
· Rijsoord
· Rockanje
· Roxenisse
· Rozenburg
· Sandelingen-Ambacht
· Sassenheim
· Schelluinen
· Schiebroek
· Schipluiden
· Schoonhoven
· Schoonrewoerd
· Schuddebeurs en Simonshaven
· Sint Anthoniepolder
· Sint Maartensregt
· Sluipwijk
· Sommelsdijk
· Spijkenisse
· Stad aan 't Haringvliet
· Stellendam
· Stolwijk
· Stompwijk
· Stormpolder
· Streefkerk
· Strevelshoek
· Strijen
· Ter Aar
· Tienhoven
· Valkenburg
· Veur
· Vianen
· Vierpolders
· Vlaardingerambacht
· Vliet
· Vlist
· Voorburg
· Voorhout
· Vrijenban
· Waarder
· Warmond
· Wateringen
· Westmaas
· Westvoorne
· Wieldrecht
· Wijngaarden
· Woerden
· Woubrugge
· 't Woudt
· Zederik
· Zegwaart
· Zevenhoven
· Zevenhuizen
· Zevenhuizen-Moerkapelle
· Zouteveen
· Zuid-Beijerland
· Zuidbroek
· Zuidland
· Zwammerdam
· Zwartewaal

Heerlijkheidswapens:
ter Aa
· Albrandswaard
· Biesland
· Cromstrijen
· Duivenvoorde
· 's-Gravenambacht
· Hoog- en Wout-Harnas
· Langerak bezuiden de Lek
· Lek en Stormpolder
· Nederslingeland
· West-Nieuwland
· Oosterwijk
· Spieringshoek
· Vliet
· Voshol
· Vrijenban
· Vrijenhoeve
· Wieldrecht